# Fluciclovine (18F)
Fluciclovine (18 F), còn được gọi là anti-1-amino-3-18F-fluorocyclobutane-1-carboxylic acid (FACBC), hoặc là Axumin (nhãn hiệu), và thông thường là chống 3 [ 18F] FACBC hoặc F18, là một tác nhân chẩn đoán "được chỉ định để chụp cắt lớp phát xạ positron (PET) ở nam giới nghi ngờ tái phát ung thư tuyến tiền liệt dựa trên mức độ kháng nguyên đặc hiệu tuyến tiền liệt (PSA) tăng cao." 

## Lý lịch
Hầu hết các xét nghiệm hình ảnh đã không thể xác định vị trí ung thư tuyến tiền liệt tái phát khi PSA tăng nhẹ. Quét Axumin được so sánh với quét PET choline được đánh dấu [11C], một lần quét PET khác được FDA phê chuẩn có thể hỗ trợ trong tình huống này và cho kết quả sinh thiết. Quét PET được gắn thẻ Fluciclovine có vẻ nhạy hơn so với quét CT  và quét PET choline được đánh dấu [11C].

## Cơ chế
Fluciclovine là một chất tương tự tổng hợp được đánh dấu [ 18 F] của amino acid L- leucine. Sự hấp thu FACBC của khối u có liên quan đến hoạt động chức năng của hai chất vận chuyển amino acid, đặc biệt là hệ thống phụ thuộc natri, với sự đóng góp ít hơn của hệ thống độc lập với natri L. Mặc dù nó được xử lý bởi hệ thống vận chuyển amino acid, nó không trải qua quá trình trao đổi chất kết hợp trong cơ thể. Sự phân phối của chất đánh dấu trong cơ thể khác với choline và FDG, vì sự hấp thu của FACBC ở thận là không đáng kể, và không có hoạt động nào được tìm thấy trong đường tiết niệu. Có sự hấp thu não tự nhiên thấp so với FDG, có thể tăng cường phát hiện di căn não  hoặc khối u não nguyên phát. Sự hấp thu gan và tụy tự nhiên mạnh hơn được thấy với tác nhân này sẽ được dự kiến sẽ hạn chế phát hiện bệnh trong các cơ quan đó. FACBC có thời gian tổng hợp ngắn và thời gian bán hủy dài, loại bỏ sự cần thiết của cyclotron tại chỗ.

## Tiếp thị
Axumin được bán trên thị trường bởi Blue Earth chẩn đoán, Ltd., Vương quốc Anh.